# Olivier Cortale
Olivier Cortale (Clamart, 16 marzo 1997) è un cestista francese.

## Palmarès
- Coppa di Francia: 1

Strasburgo: 2017-18